# Ветряная мельница

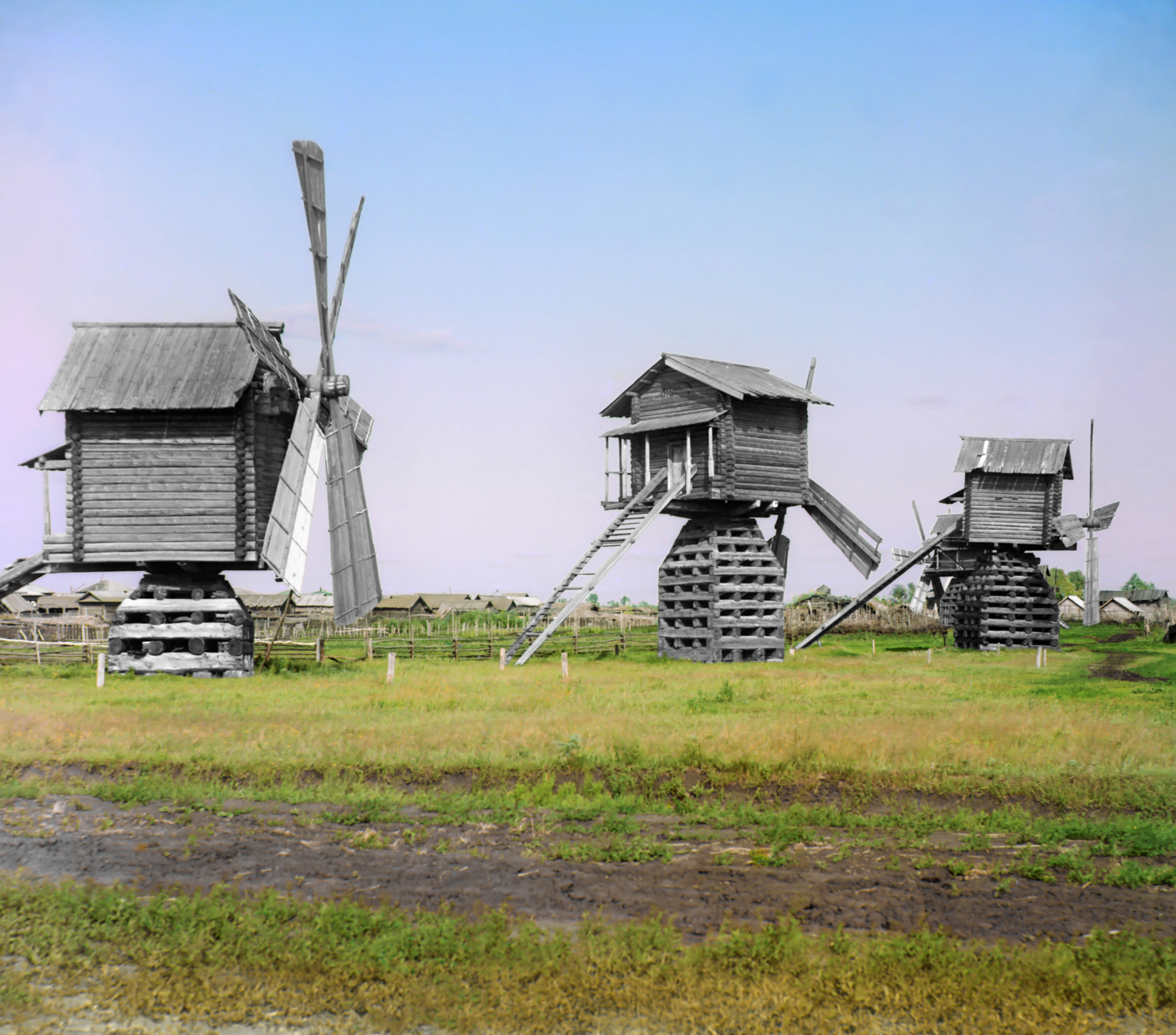
Мельницы-столбовки в Сибири (фото С. М. Прокудина-Горского, 1912)

Ветряная мельница (ветряк) — аэродинамический механизм, выполняющий механическую работу за счёт энергии ветра, улавливаемой крыльями. Наиболее известным её назначением является помол муки.
На протяжении долгого времени ветряные мельницы, наряду с водяными, были единственными машинами, которые использовало человечество. Поэтому применение этих механизмов было различным: в качестве мукомольной мельницы, для обработки материалов (лесопилка) и в качестве насосной или водоподъёмной станции.
«Классическая» ветряная мельница с горизонтальным ротором и удлинёнными четырёхугольными крыльями — широко распространённый элемент пейзажа в Европе, в частности, в ветреных равнинных северных регионах и на побережье Средиземного моря. Для Азии характерны другие конструкции с вертикальным размещением ротора.
С развитием в XIX веке паровых машин мельницы постепенно вышли из употребления.

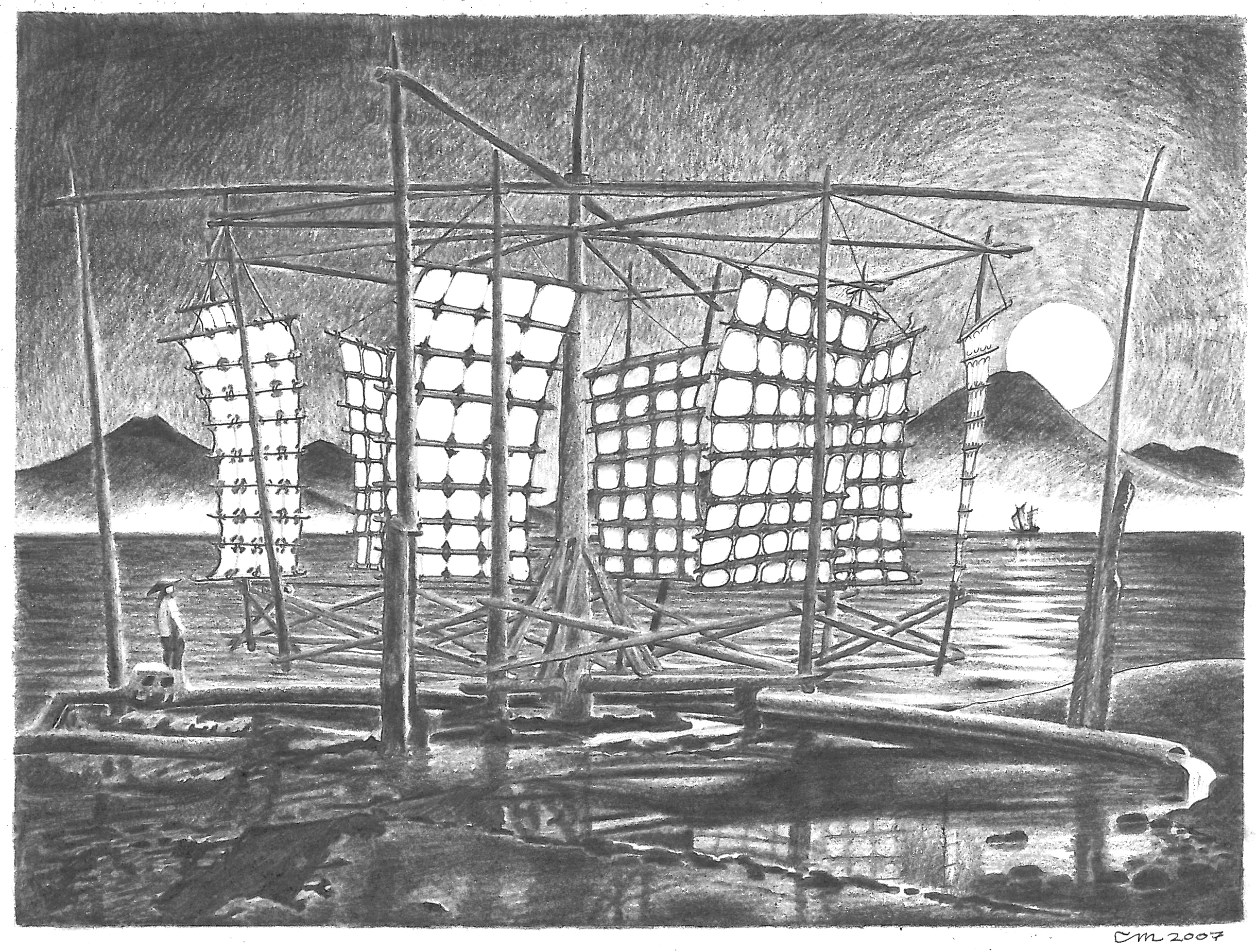
Китайская мельница, зарисовка современного художника

## История

### Горизонтальные и вертикальные мельницы
Первые практически используемые ветряные мельницы имели от шести до двенадцати парусов, которые были покрыты тростниковым матом или тканевым материалом и вращались в горизонтальной плоскости вокруг вертикальной оси. Согласно Ахмаду Й. аль-Хасану, эти мельницы-панемоны были изобретены в восточной Персии, или Хорасане, как записано персидским географом аль-Истахри в IX веке.
Они использовались для измельчения зерна или сбора воды и значительно отличались от более поздних европейских вертикальных ветряных мельниц. Укоренившись на Ближнем Востоке и в Центральной Азии, распространились в Китай и Индию. Подобный тип мельницы с прямоугольными лопастями применялся для орошения в Китае XIII века (во времена династии Чжурчжэнь на севере); он стал строиться после путешествий Елюя Чуцая в Туркестан в 1219 году.

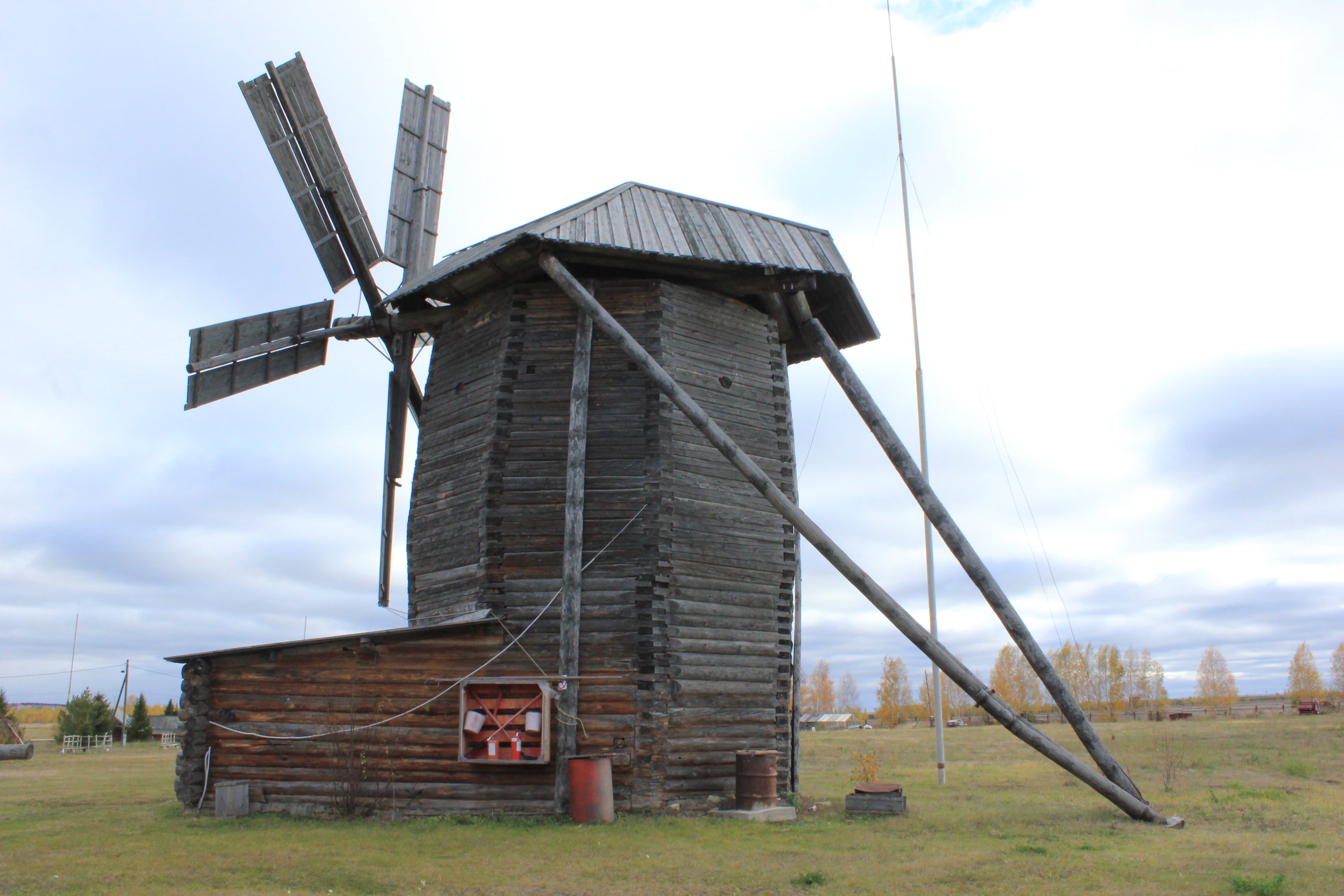
Действующая ветряная мельница на территории Лудорвайского музея в Удмуртии

Немногочисленные горизонтальные ветряные мельницы были построены в Европе в XVIII-XIX веках, например, мельница Фаулера в Баттерси в Лондоне и мельница Хупера в Маргейте в Кенте. Эти ранние современные примеры, по-видимому, не испытали непосредственного влияния средне- и дальневосточных, а были независимыми изобретениями европейских инженеров.
Из-за отсутствия доказательств историки спорят, инициировали ли горизонтальные ветряные мельницы Ближнего Востока развитие европейских ветряных мельниц. В северо-западной Европе горизонтальная ось (или вертикальная ветряная мельница), как полагают, датируется XII и XIII веками в треугольнике между северной Францией, восточной Англией и Фландрией.
Самое раннее упоминание о ветряной мельнице в Европе (предположительно вертикального типа) датируется 1185 годом в бывшей деревне Уидли (Йоркшир), на южной оконечности Уолда напротив устья Хамбер. Имеются более ранние европейские источники, упоминающие ветряные мельницы, но датирование их затруднено. Эти первые мельницы использовались для измельчения зерновых и дробления руды.

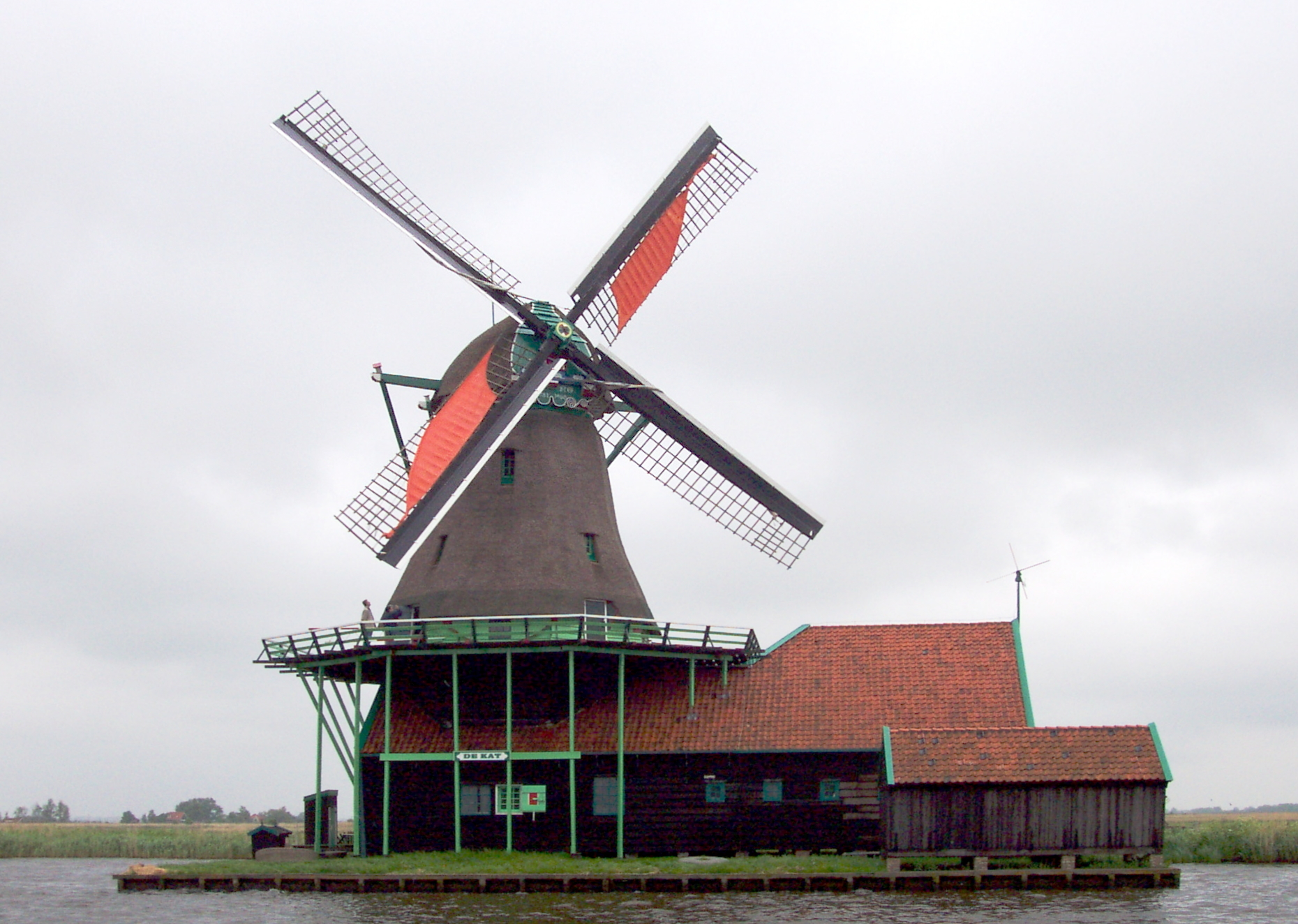
De Kat — мельница для производства красочных пигментов в музее под открытым небом, Зансе-Сханс, Нидерланды

### Древние времена
Существует много версий о том, как и где появились ветряные мельницы, но чаще всего утверждается, что древнейшие были распространены в Вавилоне, о чём свидетельствует кодекс царя Хаммурапи (около 1750 до н. э.).

### Античность
Описание орга́на, работающего благодаря ветряной мельнице, — первое документальное свидетельство использования ветра для приведения механизма в действие. Оно принадлежит греческому изобретателю Герону Александрийскому, I век н. э. Персидские мельницы, описанные в сообщениях мусульманских географов IX века, отличаются от западных конструкцией с вертикальной осью вращения и перпендикулярно расположенными крыльями, лопатками или парусами.
Колесо обозрения инженера Герона Александрийского в римском Египте первого века является самым ранним известным примером использования колеса с приводом от ветра для приведения в действие машины. Другой ранний пример ветряного колеса — молитвенный барабан, который использовался в Тибете и Китае с четвёртого века.
Персидская мельница имеет лопасти на роторе, расположенные аналогично лопаткам гребного колеса на пароходе. Часть лопаток должна быть защищена оболочкой, иначе давление ветра на лопасти будет одинаковым со всех сторон, и так как паруса жёстко связаны с осью, мельница не будет вращаться.
Ещё один вид мельниц с вертикальной осью вращения известен как китайская мельница, или китайский ветряк. Конструкция отличается от персидской использованием свободно поворачивающегося независимого паруса.

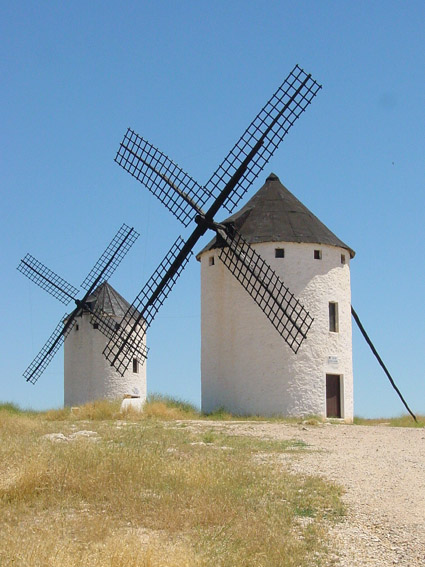
Мельница-башня с фиксированной крышей (Кампо-де-Криптана, регион Ла-Манча)

### Средневековье
Средневековая иконография ясно свидетельствует о распространении ветряных мельниц во многих странах Европы.
Мельницы с горизонтальной ориентацией ротора известны с 1180 г. во Фландрии, Юго-Восточной Англии и Нормандии. В XIII веке в Священной Римской империи появились конструкции, в которых всё здание поворачивалось навстречу ветру.
Они использовались в Европе вплоть до появления двигателей внутреннего сгорания и электрических двигателей в XIX веке. Водяные мельницы были распространены в основном в горных районах с быстрыми реками, а ветряные — в равнинных ветреных местностях.
Мельницы принадлежали феодалам, на чьей земле они располагались. Жители были обязаны молоть зерно, выращенное на этой земле, на строго определённых мельницах. В совокупности с плохой дорожной сетью это вело к образованию застойных местных экономических ниш. С отменой запрета население получило возможность выбирать мельницу по своему усмотрению, что стимулировало технический прогресс и конкуренцию.

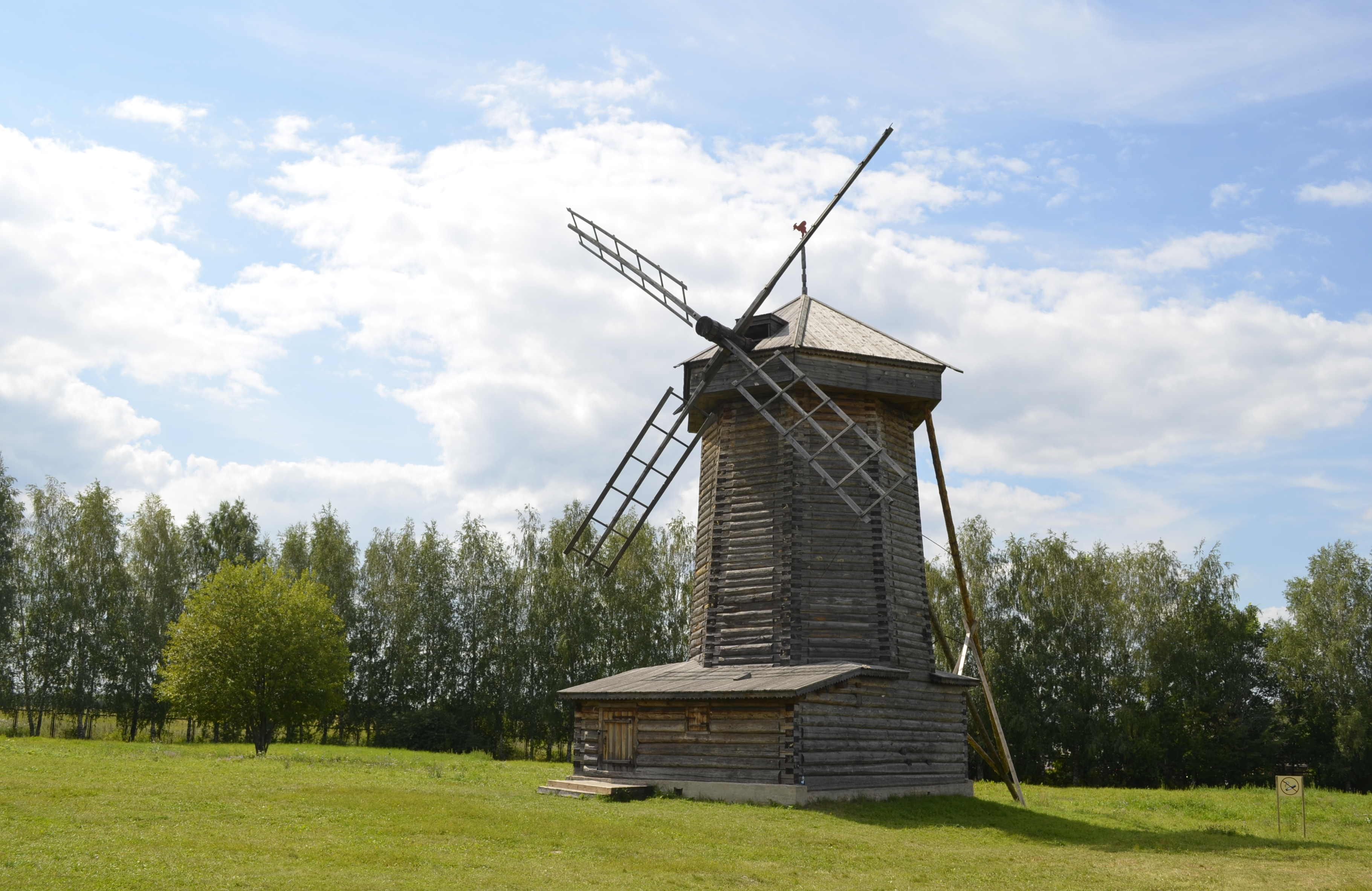
Ветряная мельница в суздальском Музее деревянного зодчества

### Новое время
В конце XVI века в Нидерландах появились мельницы, у которых навстречу ветру поворачивалась только башня.
В странах Южной Европы (Испания, Португалия, Франция, Италия, Балканы, Греция) строились типичные мельницы-башни с ровной конической крышей и, как правило, фиксированной ориентацией.
Общеевропейский экономический скачок XIX века привёл к значительному росту мельничной промышленности; с появлением множества независимых мастеров за короткое время число мельниц резко увеличилось.
До конца XIX века имелось множество ветряных мельниц во всей Европе, в основном во многих областях Франции (на 1847 г. там имелось около 8700 ветряных мельниц), Нидерландах (от 6 до 8 тыс. мельниц в 1750 году), Великобритании, Германии (18242 мельницы в 1895 году), Польше, Прибалтике, во многих регионах России, Скандинавии, странах Южной Европы.

### В России
Наряду с водяными, ветряные мельницы гл. обр. мукомольные, были приметными объектами сельского пейзажа XIX - перв. пол. XX веков, занимали важное место в хозяйственной деятельности крестьянского сообщества в регионах России.    

## Образ в литературе
- К «Дон Кихоту» Сервантеса восходит выражение «сражаться с ветряными мельницами», означающая «бороться с воображаемым противником, бесцельно тратить силы».
- В 1865 году Ханс Кристиан Андерсен написал сказку «Ветряная мельница»[23].

## Образ в живописи

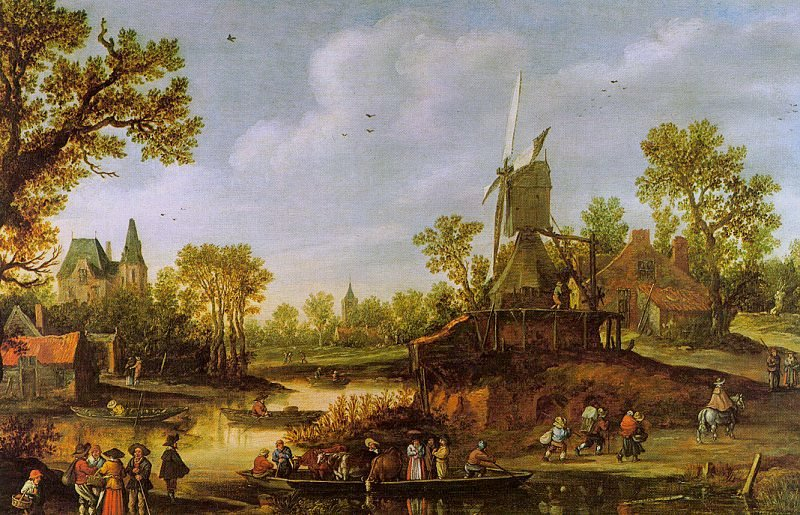
Ян ван Гойен. Речной пейзаж, 1625
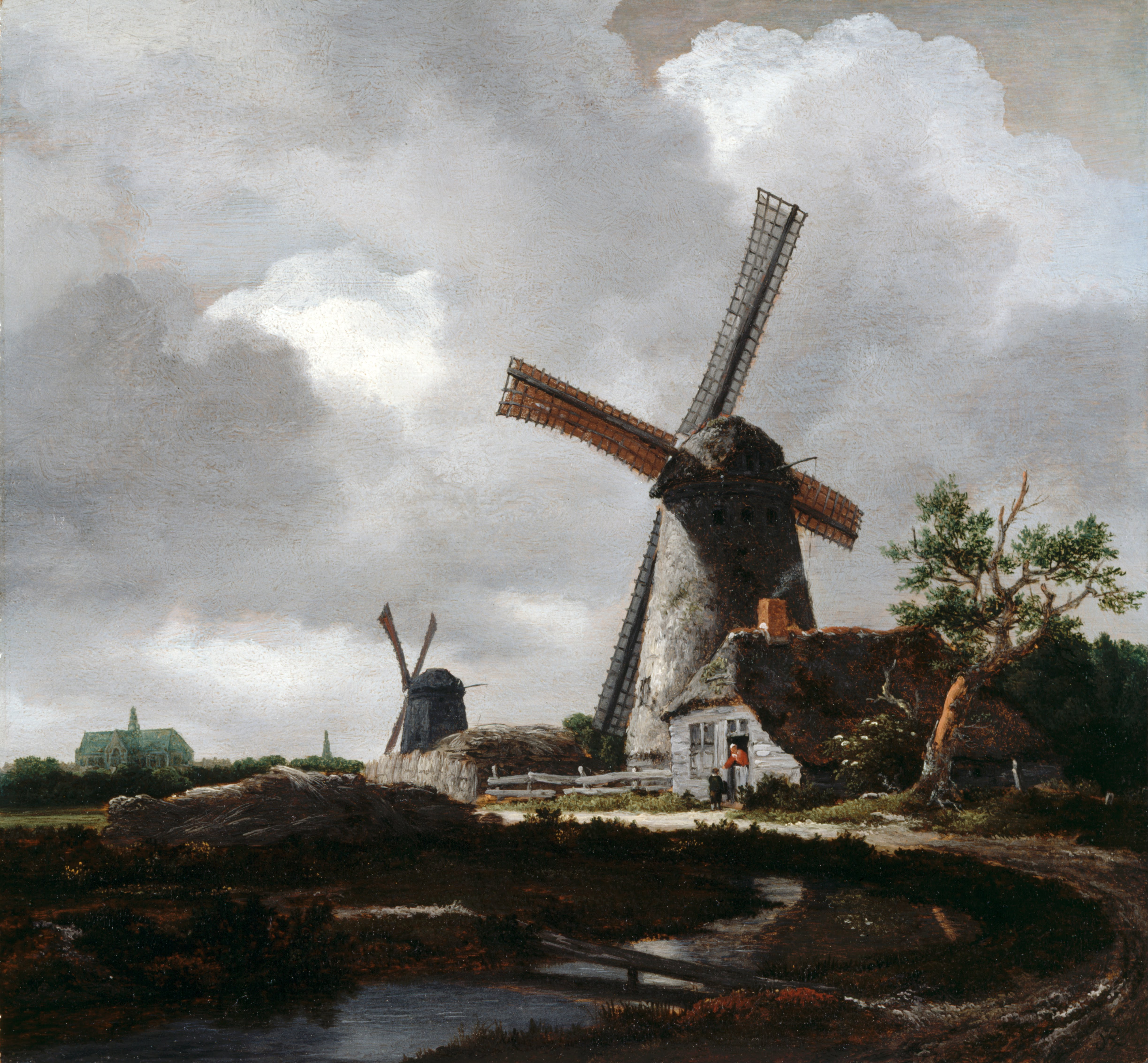
Якоб ван Рёйсдал. Пейзаж с мельницами близ Харлема. Около 1650-1652
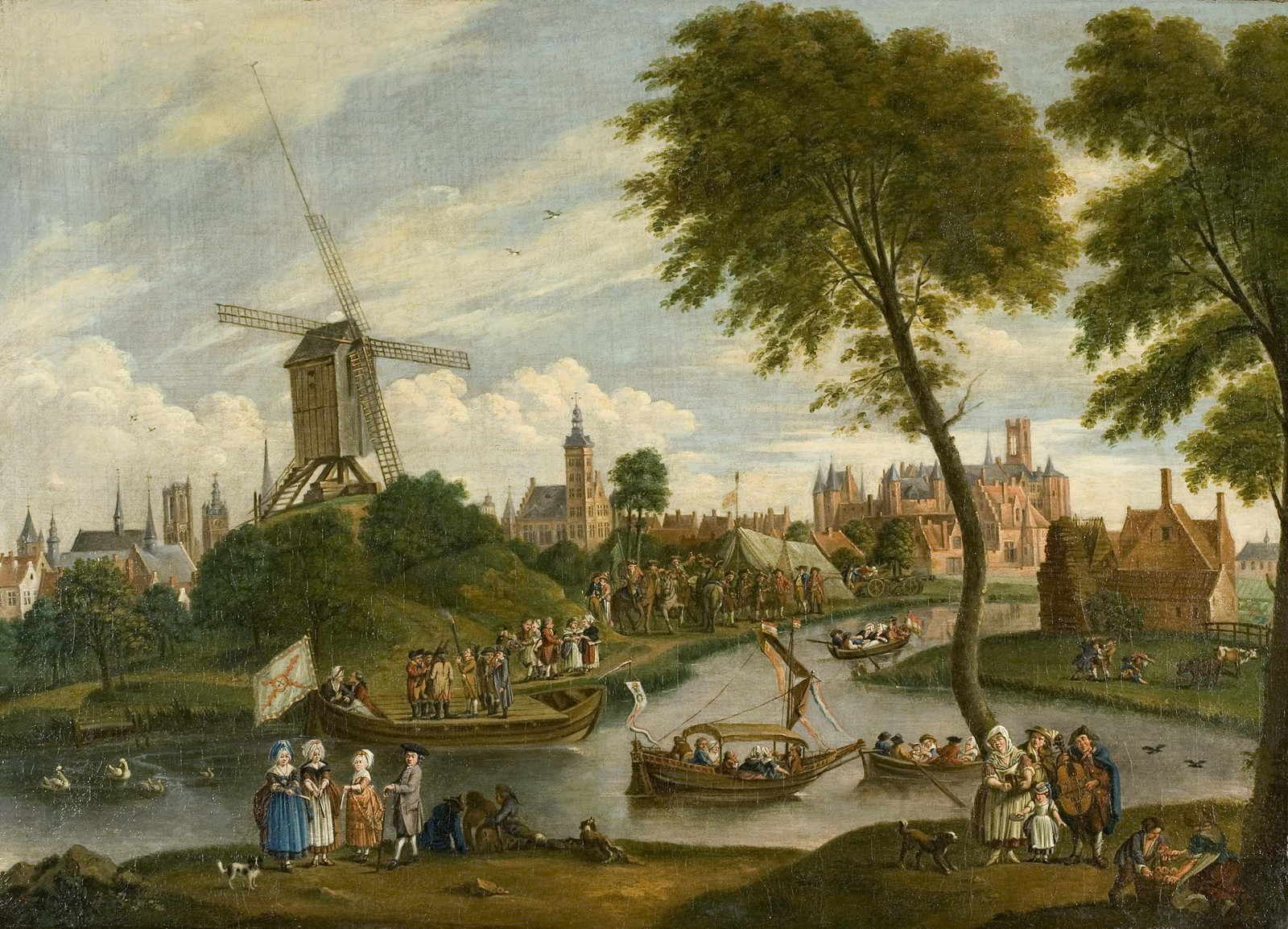
Энгельберт ван Сиклерс. Мельница в Генте, после 1756
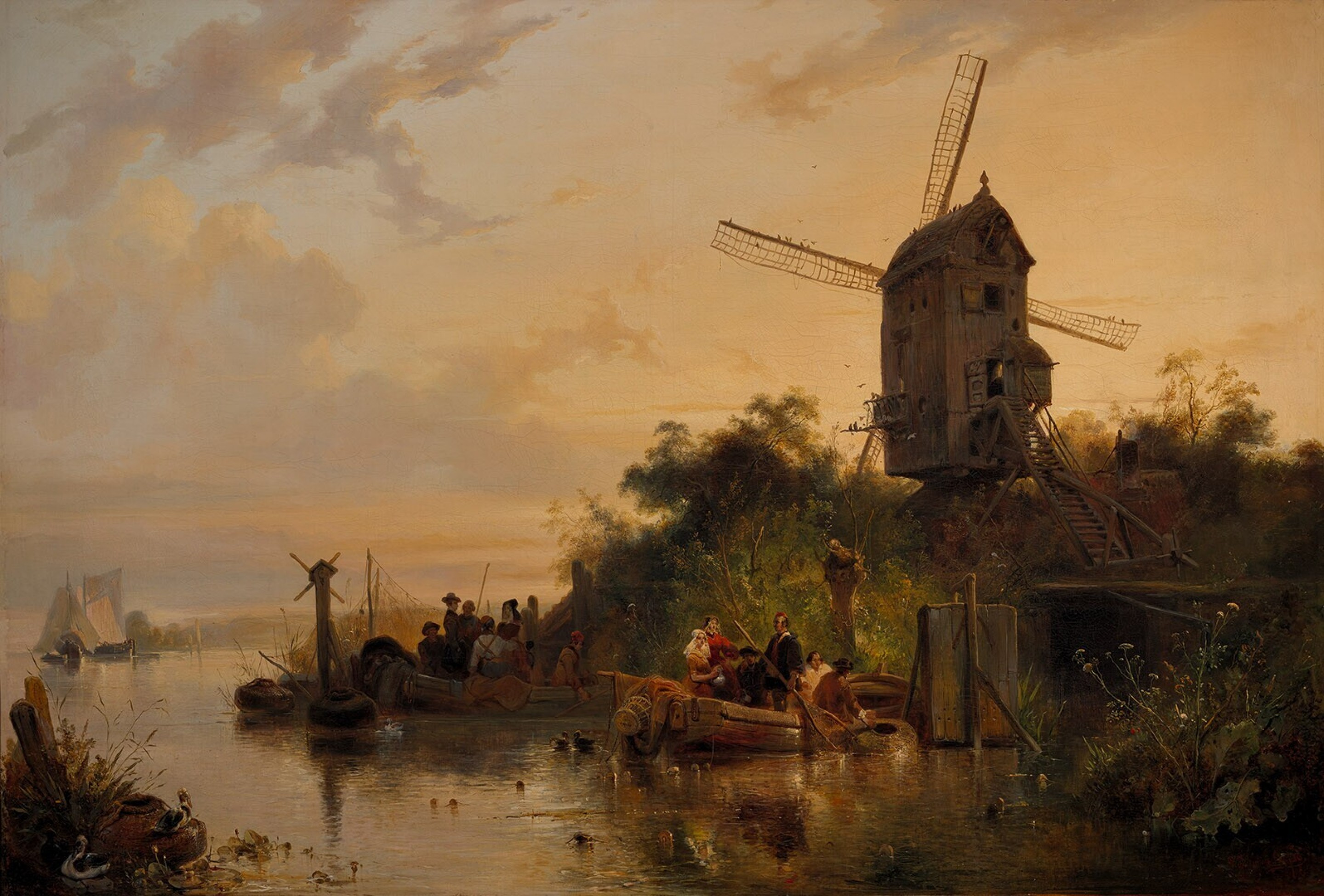
Вейнанд Нуйен. Болото с ветряной мельницей, 1836
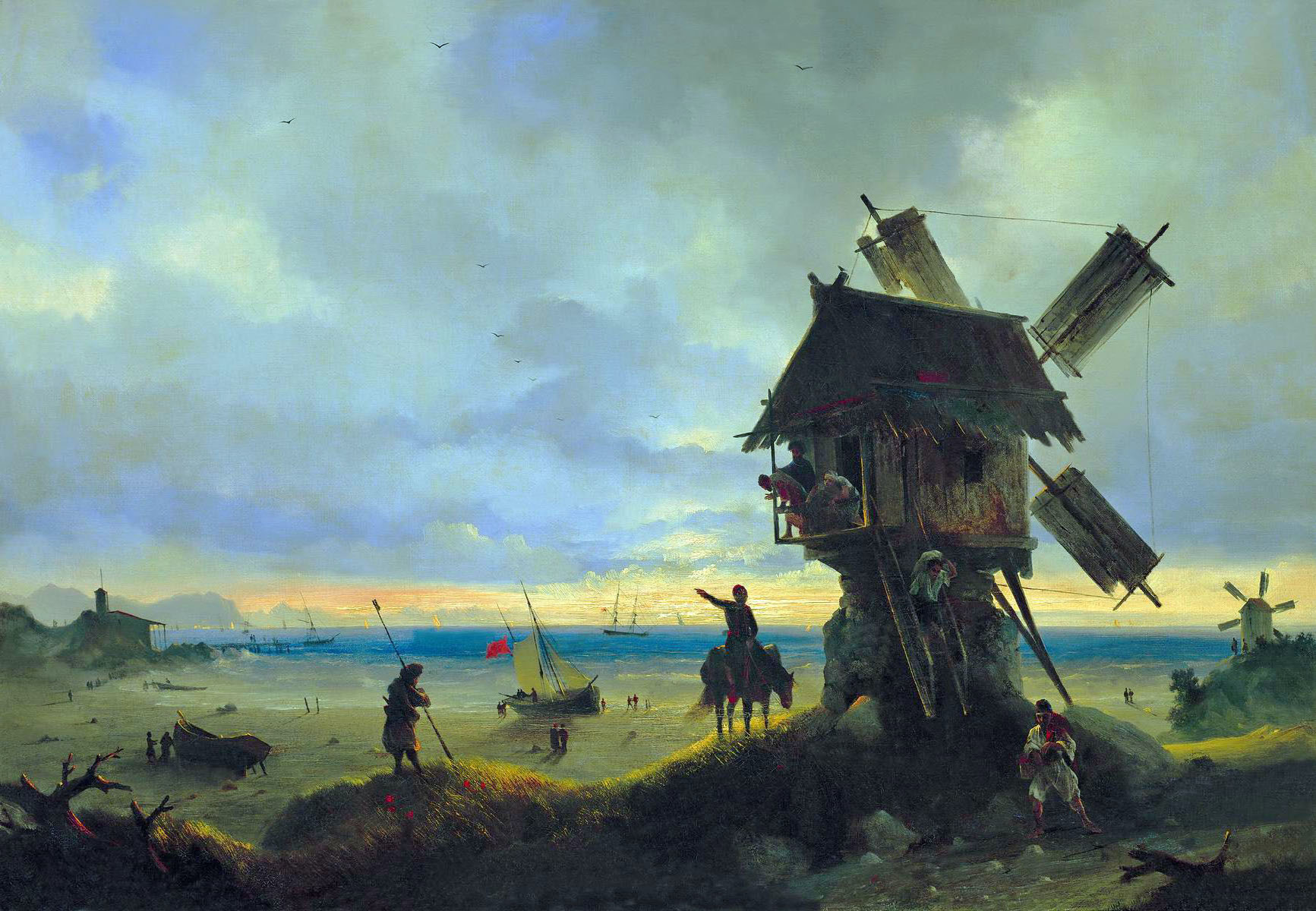
Иван Айвазовский. Ветряная мельница на берегу моря, 1837
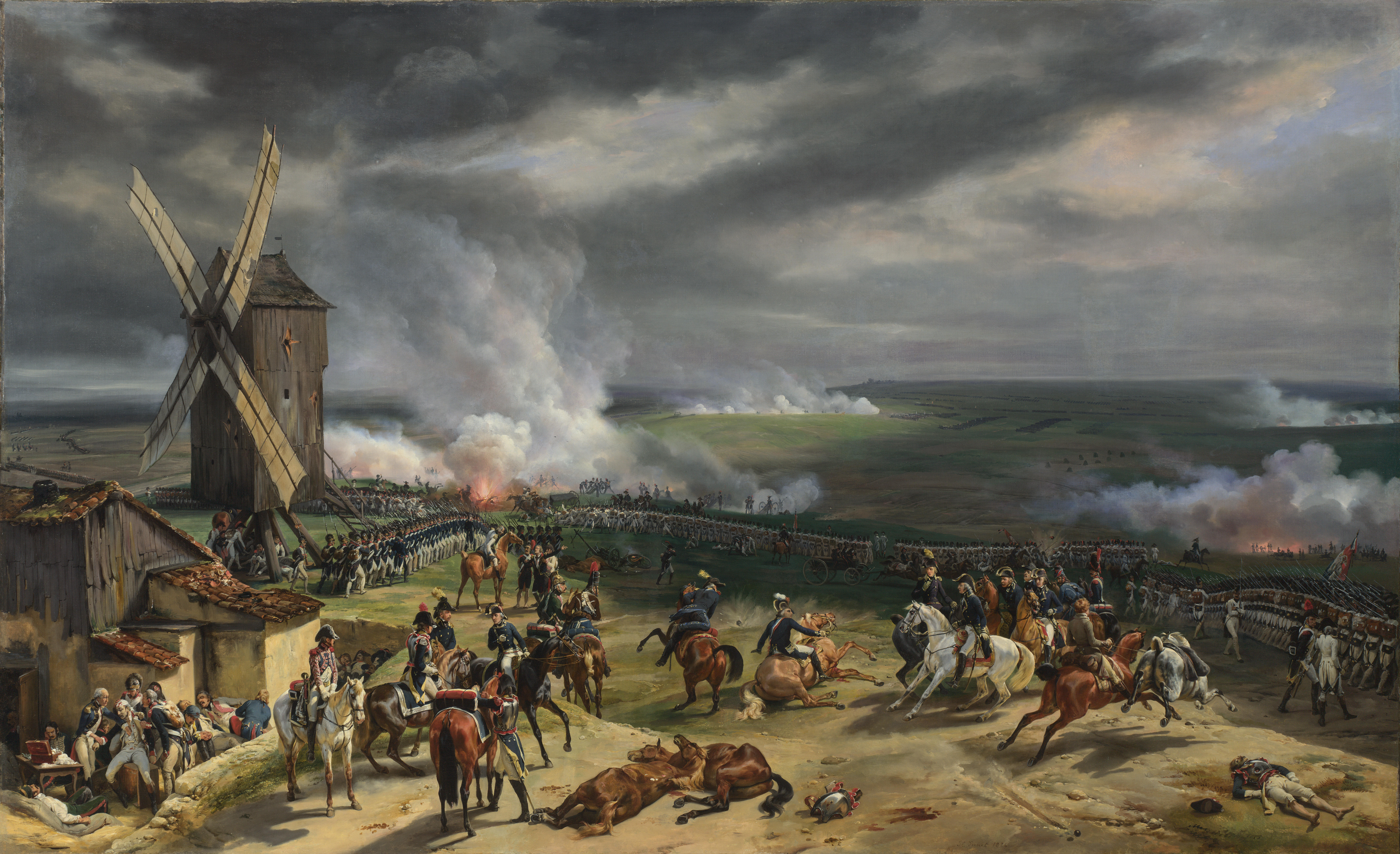
Орас Верне. Битва при Вальми, XIX век
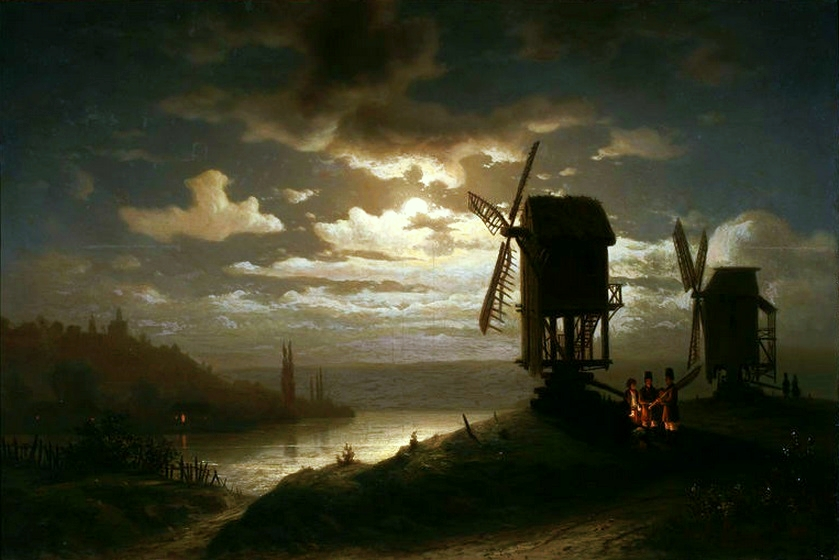
Юзеф Маршевский. Ночной пейзаж,1864
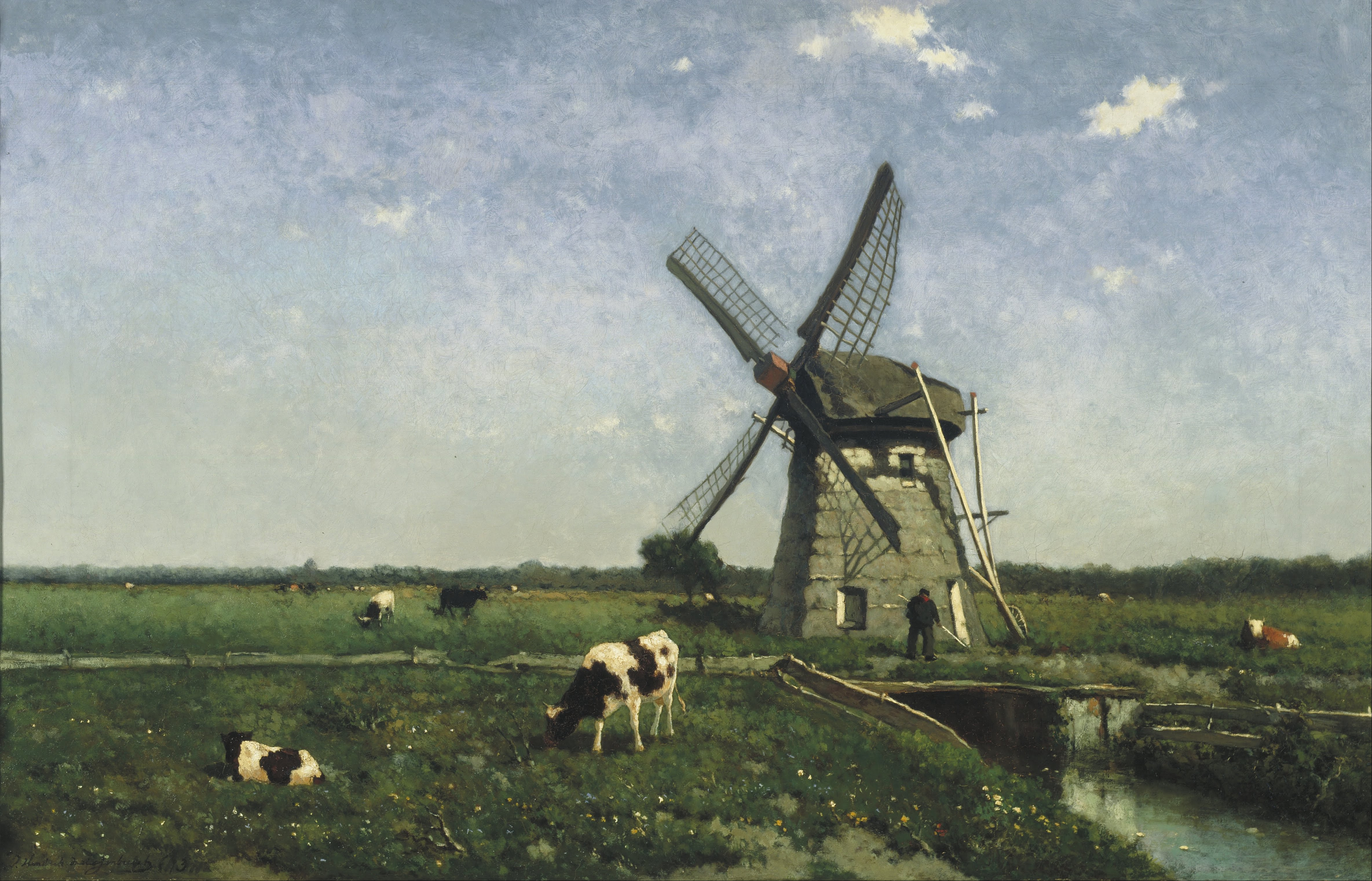
Иохан Хендрик Вейсенбрух. Пейзаж с мельницей у Схидама, 1873